# Hostotipaquillo
Hostotipaquillo är en ort i Mexiko.   Den ligger i kommunen Hostotipaquillo och delstaten Jalisco, i den centrala delen av landet, 500 km väster om huvudstaden Mexico City. Hostotipaquillo ligger 1 303 meter över havet och antalet invånare är 3 189.
Terrängen runt Hostotipaquillo är kuperad, och sluttar norrut. Runt Hostotipaquillo är det glesbefolkat, med 10 invånare per kvadratkilometer. Hostotipaquillo är det största samhället i trakten. I omgivningarna runt Hostotipaquillo växer huvudsakligen savannskog.